# Eduardo Chozas
Eduardo Chozas Olmo (Madrid, 5 de julio de 1960) es un exciclista español, profesional entre los años 1980 y 1993, durante los cuales logró 26 victorias. Entre ellas, destacan las cuatro victorias de etapa en el Tour de Francia y las tres en el Giro de Italia.
Con 27 Grandes Vueltas, es el segundo ciclista que más grandes vueltas ha acabado: Giro (7), Vueltas a España (14), no acabó la última etapa de la Vuelta de 1984, y Tour (6). En 1990 y 1991 participó en las tres Grandes, Vuelta, Giro y Tour, acabando todas (Matteo Tosatto es el ciclista que más Grandes Vueltas ha terminado, sumando 28).

## Biografía
Eduardo Chozas fue campeón de España por Regiones en 1978 y tercero, como profesional, en 1984. Fue un corredor de grandes vueltas muy completo. También ganó vueltas de una semana como la Vuelta a Andalucía (en 1983 y 1990) y la vuelta a la Rioja (1983). Su terreno preferido era la montaña. Obtuvo buenas clasificaciones finales en las tres Grandes Vueltas y logró triunfos de etapa en el Giro y el Tour.  Participó en nueve clásicas consideradas como "Monumentos Ciclistas": Milán-San Remo (5), Vuelta a Flandes (2), París-Roubaix (2), Giro de Lombardía (2) y seis veces en el Campeonato del Mundo de Ruta.
Tras su retirada del ciclismo profesional, creó y administró los equipos Junior y Élite-Sub-23 de la P.C. Eduardo Chozas y dirige su propio equipo: el Chozas Team. Durante ocho años fue Director Técnico de la revista Ciclismo a Fondo y, en la actualidad, comenta ciclismo en la cadena de televisión Eurosport desde 2008.
También es el creador y organizador de actividades ciclistas:
- Circuito Actívate de Mountain desde 1994-2018.
- Campus de Ciclismo Eduardo Chozas "Actívate" desde 1995.[2]

El 5 de julio de 2020, día en que cumplió 60 años, anunció que padece linfoma.

## Palmarés
| 1979 - Juegos del Mediterráneo, medalla de plata en la prueba de 100 km Contrarreloj - Campeonato de España de Contrarreloj por Regiones 1980 - 1 etapa en la Vuelta a Alemania 1981 - 1 etapa de la Vuelta a Asturias 1983 - Vuelta a Andalucía, más una etapa - GP Camp de Morvedre - GP a Rua - Vuelta a La Rioja - 1 etapa del Giro de Italia - Clásica Zaragoza-Sabiñanigo 1984 - 1 etapa de la Vuelta a Valencia - 3.º en el Campeonato de España en Ruta | 1985 - 1 etapa del Tour de Francia - Hucha de Oro 1986 - 1 etapa del Tour de Francia 1987 - 1 etapa del Tour de Francia 1990 - Vuelta a Andalucía, más 1 etapa - 1 etapa del Giro de Italia - 1 etapa del Tour de Francia y premio de la combatividad 1991 - 1 etapa del Giro de Italia - 1 etapa de la Vuelta a Murcia |

## Resultados en Grandes Vueltas
Participó en 27 Grandes Vueltas, acabando 26 de ellas. Durante su carrera deportiva consiguió los siguientes puestos en dichas pruebas y en los Campeonatos del Mundo en carretera:
| Carrera         | Carrera         | 1980 | 1981 | 1982 | 1983 | 1984 | 1985 | 1986 | 1987 | 1988 | 1989 | 1990 | 1991 | 1992 | 1993 |
| --------------- | --------------- | ---- | ---- | ---- | ---- | ---- | ---- | ---- | ---- | ---- | ---- | ---- | ---- | ---- | ---- |
|                 | Vuelta a España | 36.º | 11.º | 14.º | 6.º  | Ab.  | 29.º | 24.º | 36.º | 67.º | 24.º | 33.º | 11.º | 43.º | 22.º |
|                 | Giro de Italia  | —    | 16.º | 19.º | 8.º  | 45.º | —    | —    | —    | —    | —    | 11.º | 10.º | —    | 32.º |
|                 | Tour de Francia | —    | —    | —    | —    | —    | 9.º  | 14.º | 25.º | 30.º | —    | 6.º  | 11.º | —    | —    |
| Mundial en Ruta | Mundial en Ruta | Ab.  | —    | —    | 23.º | —    | Ab.  | 48.º | —    | —    | —    | 48.º | 49.º | —    | —    |

—: no participa

Ab.: abandono